# Griselles (Loiret)
Griselles település Franciaországban, Loiret megyében. Lakosainak száma 818 fő (2022. január 1.). Griselles Chevannes, Ferrières-en-Gâtinais, Louzouer, Paucourt, Pers-en-Gâtinais, La Selle-sur-le-Bied és La Chapelle-Saint-Sépulcre községekkel határos.

## Népesség
A település népességének változása:
| Lakosok száma | 420  | 481  | 532  | 747  | 800  | 804  | 792  | 797  | 799  | 818  |
|               | 1968 | 1982 | 1990 | 2006 | 2013 | 2015 | 2017 | 2019 | 2020 | 2022 |